# Ibrahim Touré
Ibrahim Oyala Touré (27 tháng 9 năm 1985 – 19 tháng 6 năm 2014) là một cầu thủ bóng đá Bờ Biển Ngà. Anh là em trai của cầu thủ Manchester City "Yaya Touré" và cầu thủ Liverpool "Kolo Touré"

## Sự nghiệp
Sinh ra tại Bouaké, Touré bắt đầu sự nghiệp cao cấp của mình với Toumodi. Anh đã chuyển đến phía Ucraina Metalurh Donetsk vào năm 2005, chi tiêu một năm cho mượn tại Pháp đội OGC Nice, sau khi thành công, Năm 2008 anh trở về thanh thiếu niên câu lạc bộ Mimosas, chuyển sang Syria câu lạc bộ Al-Ittihad một năm sau đó. Anh đã ký hợp đồng cho Makasa trong năm 2010. Sau đó, anh trở thành cầu thủ Bờ Biển Ngà hiếm hoi xuất thân trong một gia đình danh tiếng sang Liban để chơi cho CLB Al-Safa' SC. Anh có 6 bàn ở Liban.

## Qua đời
Sau thời gian ngắn chống chọi với căn bệnh ung thư, tiền đạo người Bờ Biển Ngà đã ra đi ở tuổi 28. Anh ra đi trong lúc 2 người anh đều đang thi đấu World Cup 2014.